# Giv'on ha-Chadaša
Giv'on ha-Chadaša (hebrejsky גִּבְעוֹן הַחֲדָשָׁה, doslova „Nový Giv'on“, podle biblického města Gibeón, zmiňovaného v Knize Jozue 9,17 – „Izraelci totiž táhli dál a třetího dne přišli do jejich měst. Byla to města Gibeón...“, v oficiálním přepisu do angličtiny Giv'on HaHadasha) je izraelská osada a vesnice typu společná osada (jišuv kehilati) na Západním břehu Jordánu v distriktu Judea a Samaří, v Oblastní radě Mate Binjamin.

## Geografie
Nachází se v nadmořské výšce 755 metrů na jižním okraji Samařska, v severozápadní části aglomerace Jeruzaléma, cca 10 kilometrů severozápadně od jeho historického jádra a cca 45 kilometrů jihovýchodně od centra Tel Avivu.
Osada je na dopravní síť aglomerace Jeruzaléma napojena pomocí lokální silnice číslo 436, která směřuje k jihu, do centra izraelské metropole a k severu, do sousední osady Giv'at Ze'ev, která je odtud vzdálena jen cca 1 kilometr. Giv'on ha-Chadaša je součástí souvislého bloku izraelských osad situovaného na Západním břehu Jordánu, v severozápadní části aglomerace Jeruzaléma. Do tohoto bloku se řadí dále obce Giv'at Ze'ev a Bejt Choron. Tento blok je ale ze západu, severu i východu lemován pásem palestinských vesnic, v těsné blízkosti Giv'on ha-Chadaša jsou to vesnice Bajt Ijza (na západní straně souvisle navazující na Giv'on ha-Chadaša) a Džib (na východní straně).

## Dějiny
Giv'on ha-Chadaša navazuje na starověké biblické město Gibeón, jehož jméno je dodnes přítomno v názvu sousední palestinské vesnice Džib. Moderní židovské osídlení v této lokalitě začalo v 19. století. V roce 1887 byla založena organizace pro výkup pozemků v okolí Jeruzaléma, která v roce 1888 získala parcely v této oblasti. V roce 1895 se sem nastěhovalo 13 rodin jemenitských Židů. Kvůli finančním potížím ale byla tato zemědělská komunita po čase zrušena. Podruhé se zde Židé o založení trvalého sídla pokusili v roce 1924, kdy se tu usadilo 15 jemenitských a aškenázských Židů. Tato osada se zde udržela pět let v těžkých podmínkách, bez přístupové cesty a bez rodinných příslušníků, kteří zůstali v Jeruzalémě. Během arabských nepokojů v roce 1929 na osadníky zaútočili Arabové ze sousední vesnice an-Nabi Samwil. Vzhledem k izolované poloze pak židovští osadníci místo opustili.
Současná obec Giv'on ha-Chadaša vznikla v 70. letech 20. století poté, co oblast roku 1967 dobyla izraelská armáda. Byla zřízena v roce 1980. Už v roce 1977 se v nedaleké opuštěné základně jordánské armády Giv'on zformovala skupina aktivistů Guš Emunim, kteří později utvořili jádro osadníků v Giv'on ha-Chadaša. Příprava zřízení trvalé osady začala v létě roku 1979 a první obyvatelé se sem nastěhovali v létě 1981. V té době sestávala zástavba jen z mobilních karavanů. Pro zřízení osady byla využita část pozemku, vykoupených do židovského vlastnictví již v 19. století.
Vznik nové osady formálně umožnila rezoluce izraelské vlády z 14. října 1979, která rozhodla, že osada (pracovně nazývaná Giv'at Chadaša, Chadaša nebo Micpe Giv'on) bude sestávat ze tří čtvrtí: z vojenské základny Giv'on, z lokality Giv'at Chadaša a z nové čtvrti postavené na nedalekém kopci. 17. února 1980 pak izraelská vláda uznala nové osídlení jako oficiální obec nazývanou Micpe Giv'on nebo Giv'at Chadaša. Definitivní ustálení současného názvu obce trvalo pět let, protože vládní výbor pro pojmenování (Name Committee) váhal, jestli odkaz na starověký Gibeón odpovídá realitě.
V současnosti obec sestává ze dvou hlavních čtvrtí – vlastního Giv'on ha-Chadaša na temeni pahorku a Machane Giv'on (původní lokalita vojenské základny), obě od sebe vzdálené necelý jeden kilometr. V obci funguje synagoga a předškolní zařízení. Základní školství je zajištěno v sousedních obcích Giv'at Ze'ev a Bejt Choron. Ulice v obci nesou jména stromů, které rostou v Izraeli.
Počátkem 21. století byla Giv'on ha-Chadaša zahrnuta do Izraelské bezpečnostní bariéry. Ta byla podle stavu z roku 2008 ovšem stále ve výstavbě. Po jejím dokončení se má celý blok oddělit od okolních palestinských osad a na jihu být napojen na Jeruzalém.

## Demografie
Obyvatelstvo Giv'on ha-Chadaša je v databázi rady Ješa popisováno jako sekulární. Oficiální internetový portál obce ale uvádí, že zde žijí i nábožensky založené rodiny. Podle údajů z roku 2014 tvořili naprostou většinu obyvatel Židé – cca 1000 osob (včetně statistické kategorie "ostatní", která zahrnuje nearabské obyvatele židovského původu ale bez formální příslušnosti k židovskému náboženství, cca 1100 osob).
Jde o menší obec vesnického typu s dlouhodobě stagnující populací. K 31. prosinci 2014 zde žilo 1161 lidí. Během roku 2014 populace stoupla o 0,8 %.
| Rok            | 1983 | 1986 | 1987 | 1988 | 1989 | 1990 | 1991 | 1992 | 1993 | 1994 | 1995 | 1996 | 1997  | 1998  | 1999  | 2000  |
| -------------- | ---- | ---- | ---- | ---- | ---- | ---- | ---- | ---- | ---- | ---- | ---- | ---- | ----- | ----- | ----- | ----- |
| Počet obyvatel | 92   | 318  | 346  | 411  | 433  | 519  | 649  | 657  | 773  | 826  | 935  | 972  | 1 050 | 1 140 | 1 180 | 1 190 |

| Rok            | 2001  | 2002  | 2003  | 2004  | 2005  | 2006  | 2007  | 2008  | 2009  | 2010  | 2011  | 2012  | 2013  | 2014  |
| -------------- | ----- | ----- | ----- | ----- | ----- | ----- | ----- | ----- | ----- | ----- | ----- | ----- | ----- | ----- |
| Počet obyvatel | 1 220 | 1 220 | 1 224 | 1 179 | 1 147 | 1 181 | 1 192 | 1 166 | 1 113 | 1 097 | 1 072 | 1 131 | 1 152 | 1 161 |